# Brent (Londres)
Brent (London Borough of Brent) es un municipio de la ciudad de Londres. Tiene una población estimada, a mediados de 2022, de 341 221 habitantes.
Se encuentra en el noroeste de la ciudad y forma parte del Londres exterior. Los principales barrios del municipio son Kilburn, Wembley y Willesden.
El municipio se caracteriza por una mezcla de zonas residenciales, industriales y comerciales. En Brent se encuentra el estadio de Wembley, uno de los grandes emblemas del país, así como el Wembley Arena. La autoridad local es el Brent London Borough Council.

## Historia
Fue creado por la Ley del Gobierno de Londres de 1963 (London Government Act 1963), que entró en vigor el 1 de abril de 1965, a partir del territorio de los anteriores municipios de Wembley y Willesden, hasta entonces ubicados en Middlesex. 
Su nombre deriva del río Brent, que recorre el municipio. 

## Demografía

### Censo de 2021
Según el censo de 2021, en ese momento el municipio tenía una población de 339 816 habitantes, de los cuales el 49.1% eran hombres y el 50.9% eran mujeres. La densidad de población era de 7859 hab/km². El 19.0% de los habitantes tenían 15 años o menos, el 69.3% tenían entre 16 y 64 años y el 11.6% tenían 65 años o más.
Según su grupo étnico, el 34.6% de los habitantes eran blancos, el 32.8% eran asiáticos, el 17.5% eran afrodescendientes y el 5.1% eran de una mezcla de razas. Solo el 43.9% de los habitantes habían nacido en el Reino Unido.
El 38.8% de los habitantes eran cristianos, el 21.4% eran musulmanes, el 15.6% eran hindúes, el 1.1% eran judíos, el 0.9% eran budistas, el 0.5% eran sijistas y el 1.3% profesaba alguna otra religión. El 13.6% de los habitantes no profesaban ninguna religión y el 6.9% no marcaron ninguna opción en el censo.

### Censo de 2001
Según el censo de 2001, en ese momento el 54.09% de los habitantes eran solteros, el 34.08% eran casados, el 2.33% estaban separados, el 4.6% eran divorciados y el 4.89% eran viudos. Había 99 991 hogares con residentes, de los cuales el 28.95% estaban habitados por una sola persona, el 15.53% por padres solteros con o sin hijos dependientes, el 47.88% por parejas (39.84% casadas, 8.04% sin casar) con o sin hijos dependientes, y el 7.64% por múltiples personas. Además, había 2069 hogares sin ocupar y 165 eran alojamientos vacacionales o segundas residencias.
La población económicamente activa del municipio se situó en 130 146 habitantes, de los que un 86.82% tenían empleo, un 7.61% estaban desempleados y un 5.57% eran estudiantes a tiempo completo.

## Distritos
| Distrito         | Ciudad postal                      | Código postal | Notas                                   |
| ---------------- | ---------------------------------- | ------------- | --------------------------------------- |
| Alperton         | WEMBLEY                            | HA            |                                         |
| Brent Park       | LONDRES                            | NW            |                                         |
| Brondesbury      | LONDRES                            | NW            |                                         |
| Brondesbury Park | LONDRES                            | NW            |                                         |
| Church End       | LONDRES                            | NW            | También llamada Church Road             |
| Cricklewood      | LONDRES                            | NW            | También parcialmente en Barnet y Camden |
| Dollis Hill      | LONDRES                            | NW            |                                         |
| Harlesden        | LONDRES                            | NW            |                                         |
| Kensal Green     | LONDRES                            | NW            |                                         |
| Kenton           | HARROW                             | HA            | También parcialmente en Harrow          |
| Kilburn          | LONDRES                            | NW            | También parcialmente en Camden          |
| Kingsbury        | LONDRES                            | NW            |                                         |
| Neasden          | LONDRES                            | NW            |                                         |
| North Wembley    | WEMBLEY                            | HA            |                                         |
| Park Royal       | LONDRES                            | NW            | También parcialmente en Ealing          |
| Preston          | WEMBLEY, HARROW                    | HA            | También llamado Preston Road            |
| Queen's Park     | LONDRES                            | NW, W         | También parcialmente en Westminster     |
| Queensbury       | LONDRES, HARROW, STANMORE, EDGWARE | NW, HA        | También parcialmente en Harrow          |
| Stonebridge      | LONDRES                            | NW            |                                         |
| Sudbury          | WEMBLEY, HARROW                    | HA            | También parcialmente en Harrow          |
| Tokyngton        | WEMBLEY                            | HA            |                                         |
| Wembley          | WEMBLEY                            | HA            |                                         |
| Wembley Park     | WEMBLEY                            | HA            |                                         |
| Willesden        | LONDRES                            | NW            |                                         |
| Willesden Green  | LONDRES                            | NW            |                                         |